# Ransbach-Baumbach
Ransbach-Baumbach ist eine Stadt im Westerwaldkreis in Rheinland-Pfalz. Ransbach-Baumbach ist Verwaltungssitz der Verbandsgemeinde Ransbach-Baumbach, der sie angehört. Die Stadt ist gemäß Landesplanung als Grundzentrum ausgewiesen.

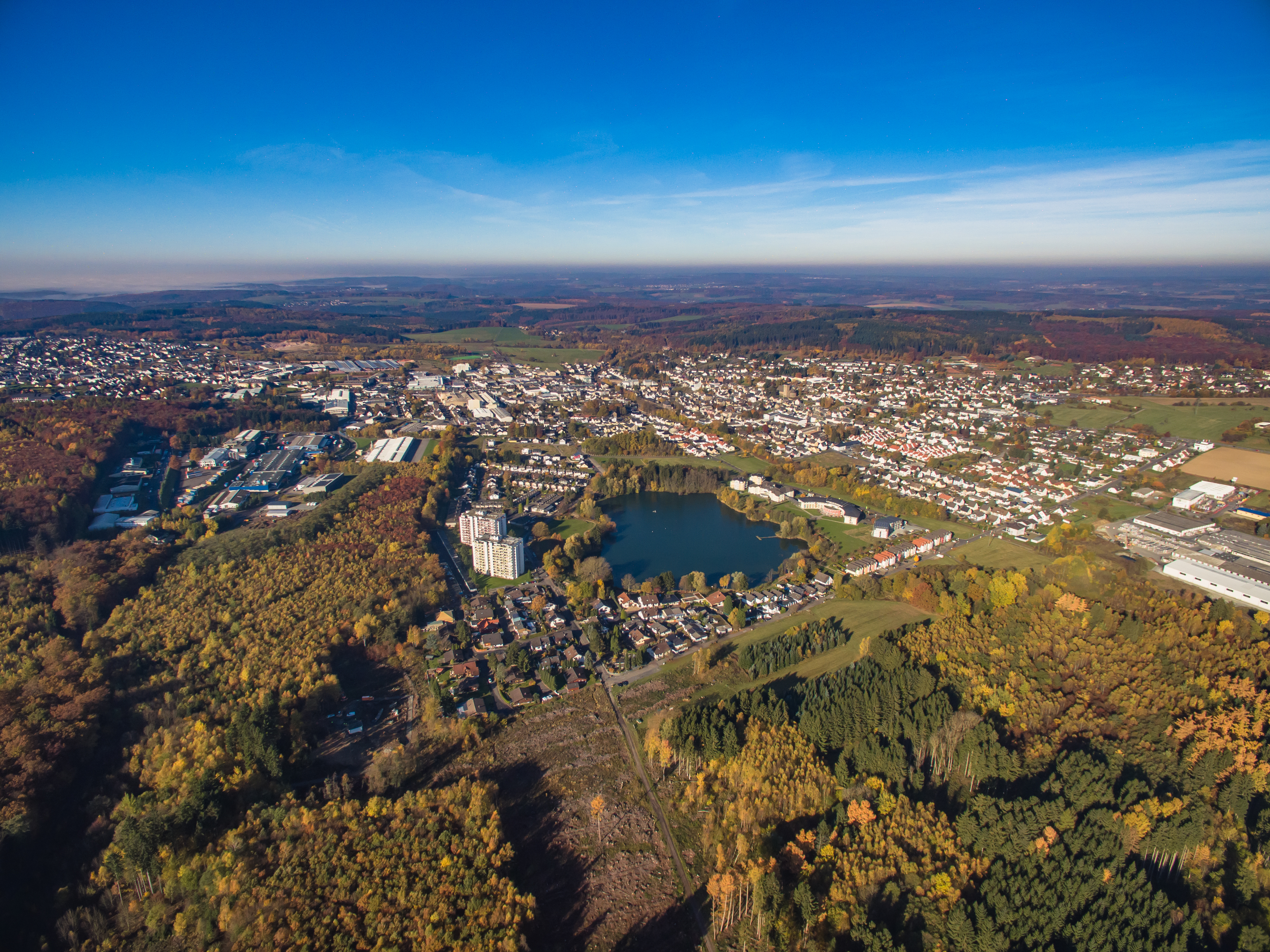
Luftaufnahme von Ransbach-Baumbach (Stadtteil Ransbach) 2015

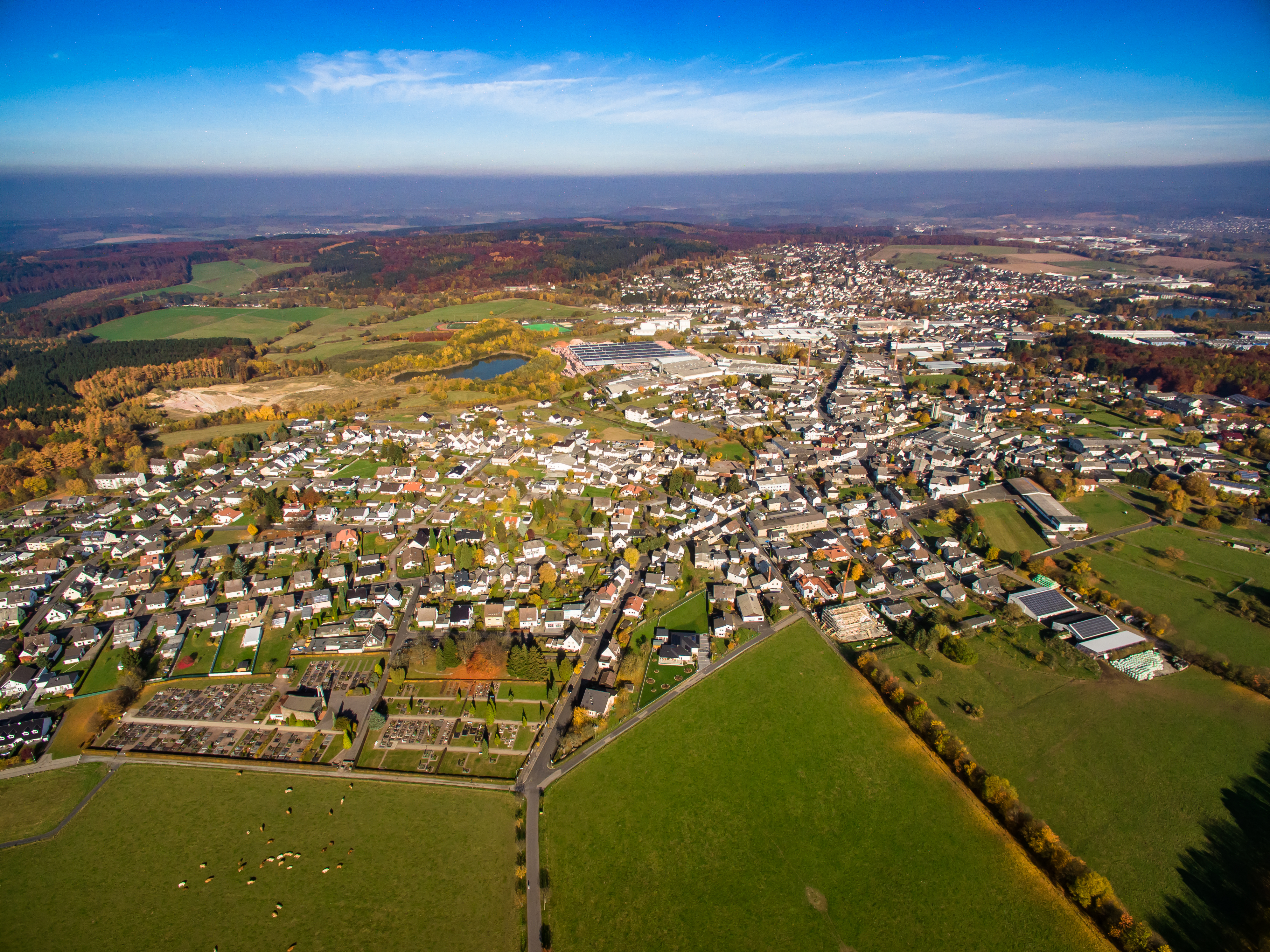
Luftaufnahme von Ransbach-Baumbach (Stadtteil Baumbach) 2015

## Geographie
Das Stadtgebiet von Ransbach-Baumbach liegt im Zentrum des Kannenbäckerlandes, das in dem an das Mittelrheintal angrenzenden Teil des Westerwaldes liegt, etwa 15 Kilometer nordöstlich von Koblenz. Mit dem südlich der Autobahn gelegenen Teil der Waldgemarkung hat Ransbach-Baumbach Anteil am Naturpark Nassau. Die Stadtteile Ransbach im Norden und Baumbach im Süden sind baulich zusammengewachsen. Beide Ortskerne sind etwa eineinhalb Kilometer voneinander entfernt. Die Gemeinde liegt am Masselbach.

## Geschichte
Im Jahr 1330 wird das Kirchspiel Ransbach erstmals urkundlich erwähnt.
Bereits im Jahr 959 jedoch wird in der Montabaurer Zehntbeschreibung von dem ausgegangenen Ort Desper (Dedinsburg) bei Ransbach gesprochen.
1373 taucht der Ortsname Babenbach für Baumbach auf.
Am 7. Juni 1969 wurde aus den bis dahin eigenständigen Gemeinden Ransbach (Westerwald) und Baumbach die neue Gemeinde Ransbach-Baumbach gebildet.
Seit 1971 ist Ransbach-Baumbach Verwaltungssitz der gleichnamigen Verbandsgemeinde.
Am 10. Mai 1975 erhielt die Gemeinde die Stadtrechte.

### Einwohnerstatistik
Die Entwicklung der Einwohnerzahl von Ransbach-Baumbach bezogen auf das heutige Stadtgebiet; die Werte von 1871 bis 1987 beruhen auf Volkszählungen:
| Jahr | Einwohner |
| ---- | --------- |
| 1815 | 1.373     |
| 1835 | 1.908     |
| 1871 | 1.806     |
| 1905 | 2.625     |
| 1939 | 3.365     |
| 1950 | 3.956     |

| Jahr | Einwohner |
| ---- | --------- |
| 1961 | 4.694     |
| 1970 | 5.433     |
| 1987 | 6.316     |
| 1997 | 7.069     |
| 2005 | 7.333     |
| 2023 | 8.108     |

### Konfessionsstatistik
Mit Stand 30. Juni 2005 waren von den Einwohnern 53,0 % katholisch, 15,2 % evangelisch und 31,8 % waren konfessionslos oder gehörten einer anderen Glaubensgemeinschaft an. Der Anteil der Protestanten und vor allem die der Katholiken ist seitdem gesunken. Mit Stand September 2024 liegt der Anteil der katholischen Bürger bei 33,5 %, der evangelischen bei 13,5 %. 53,0 % gehörten einer anderen oder keinen Glaubensgemeinschaft an.

## Politik

### Stadtrat
Der Stadtrat in Ransbach-Baumbach besteht aus 24 Ratsmitgliedern, die bei der Kommunalwahl am 9. Juni 2024 in einer personalisierten Verhältniswahl gewählt wurden, und dem ehrenamtlichen Stadtbürgermeister als Vorsitzendem. Bis zur Wahl 2019 waren es 22 Ratsmitglieder.
Die Sitzverteilung im Stadtrat:
| Wahl | SPD | CDU | AfD | FDP | RaBaB | FWG | Gesamt   |
| ---- | --- | --- | --- | --- | ----- | --- | -------- |
| 2024 | 3   | 9   | 3   | 1   | 6     | 2   | 24 Sitze |
| 2019 | 4   | 9   | 1   | 2   | 6     | 2   | 24 Sitze |
| 2014 | 4   | 10  | –   | –   | 5     | 3   | 22 Sitze |
| 2009 | 3   | 10  | –   | –   | 5     | 4   | 22 Sitze |
| 2004 | 5   | 17  | –   | –   | –     | –   | 22 Sitze |

- RaBaB = Ransbach-Baumbacher Bürgervertretung e. V.
- FWG = Freie Wählergruppe der Stadt Ransbach-Baumbach

### Bürgermeister

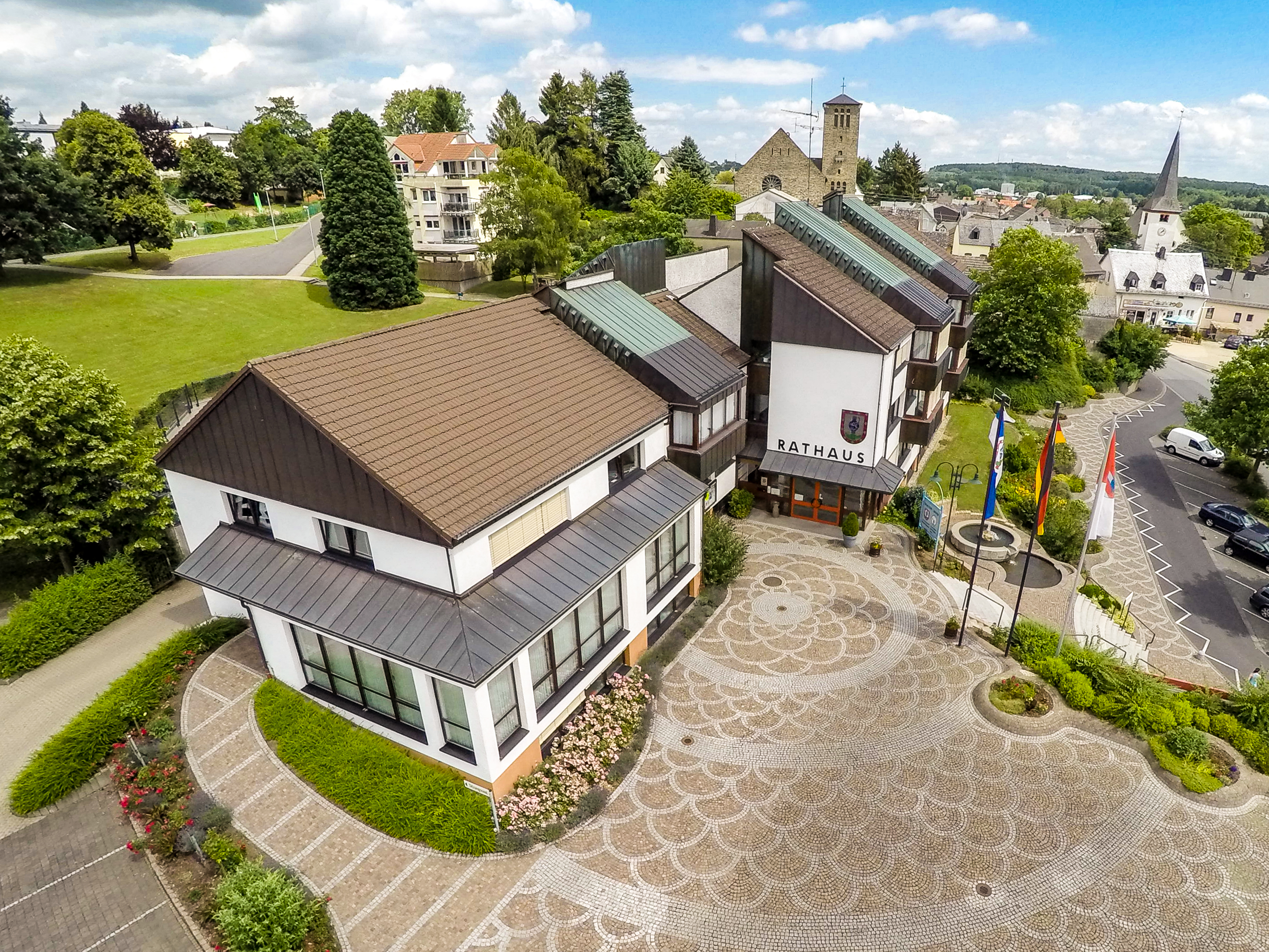
Rathaus der Stadt Ransbach-Baumbach

Stadtbürgermeister von Ransbach-Baumbach ist Michael Merz. Bei der Direktwahl am 26. Mai 2019 wurde er mit einem Stimmenanteil von 70,42 % in seinem Amt bestätigt. Bei der Direktwahl am 9. Juni 2024 konnte er sein Amt mit 68,5 % der Stimmen ohne Gegenkandidat erneut verteidigen. Die Wahlbeteiligung lag bei 54,1 %.

### Partnerschaften
Partnerstädte von Ransbach-Baumbach sind Pleurtuit (Bretagne) (seit 1985) sowie Rukoma (Ruanda) (seit 2005).

### Wappen
| Wappen von Ransbach-Baumbach | Blasonierung: „In Silber drei rote Schrägbalken, belegt mit einem blauen Salzkeramikhenkelkrug, darauf ein dunkelblauer springender Hirsch über ebensolchem Rankenwerk.“ |
| Wappen von Ransbach-Baumbach | Wappenbegründung: Die drei roten Schrägbalken auf silbernem Grund beziehen sich auf das Wappen der Herren von Reif(f)enberg, Westerwälder Linie ohne den blauen, dreilätzigen Turnierkragen, die über Jahrhunderte Grundherren von Ransbach waren (1476–1745). Der blaue Henkelkrug steht für das Töpfergewerbe (= Kannenbäckergewerbe) der früheren Gemeinden Ransbach und Baumbach und zeigt den „Ransbacher Hirschen“ als Sinnbild dieses Gewerbes, wie es von alters her auf den Ransbacher Kannen, Krügen und Töpfen zu finden ist. |

## Kultur und Sehenswürdigkeiten

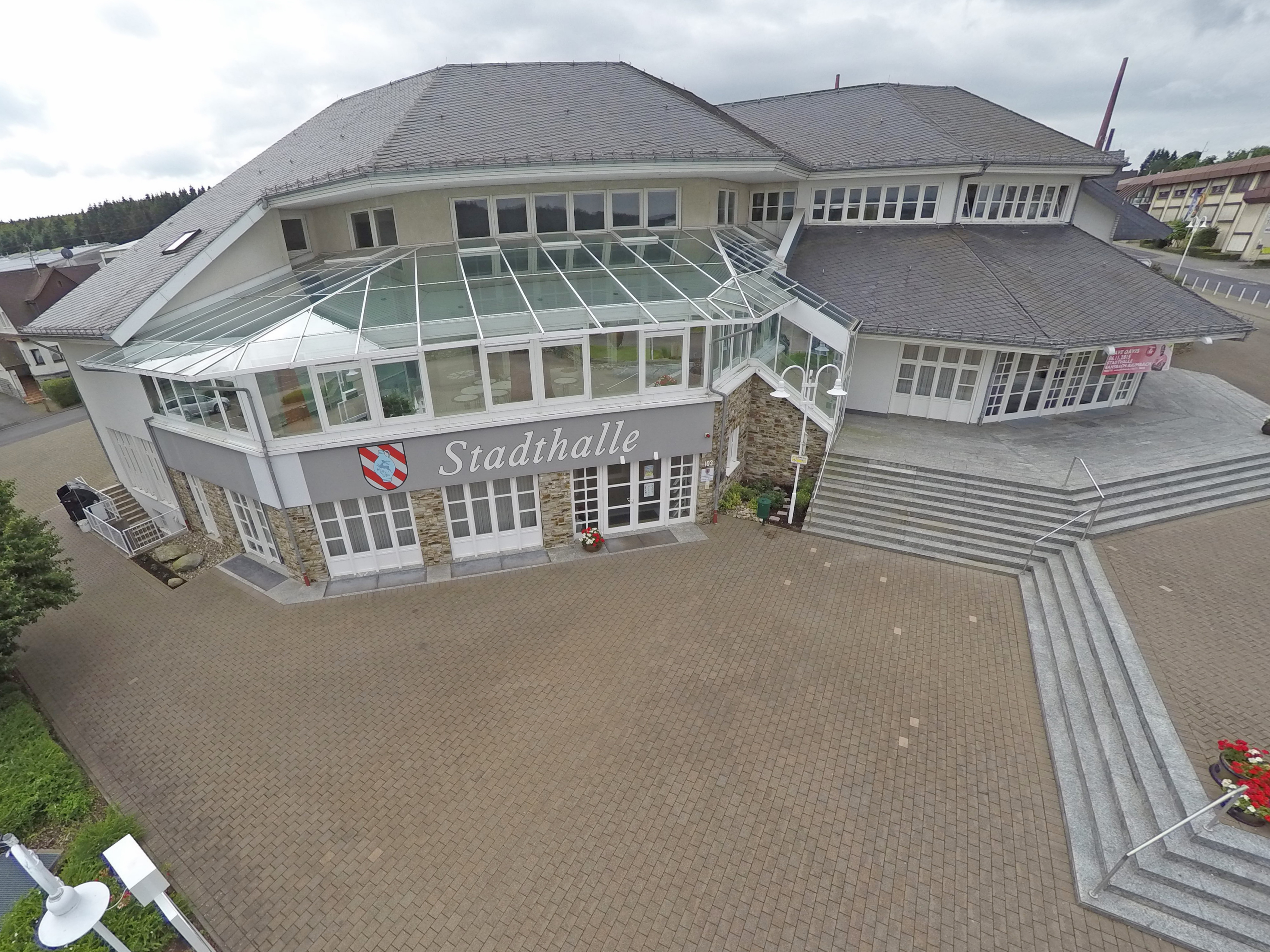
Stadthalle der Stadt Ransbach-Baumbach

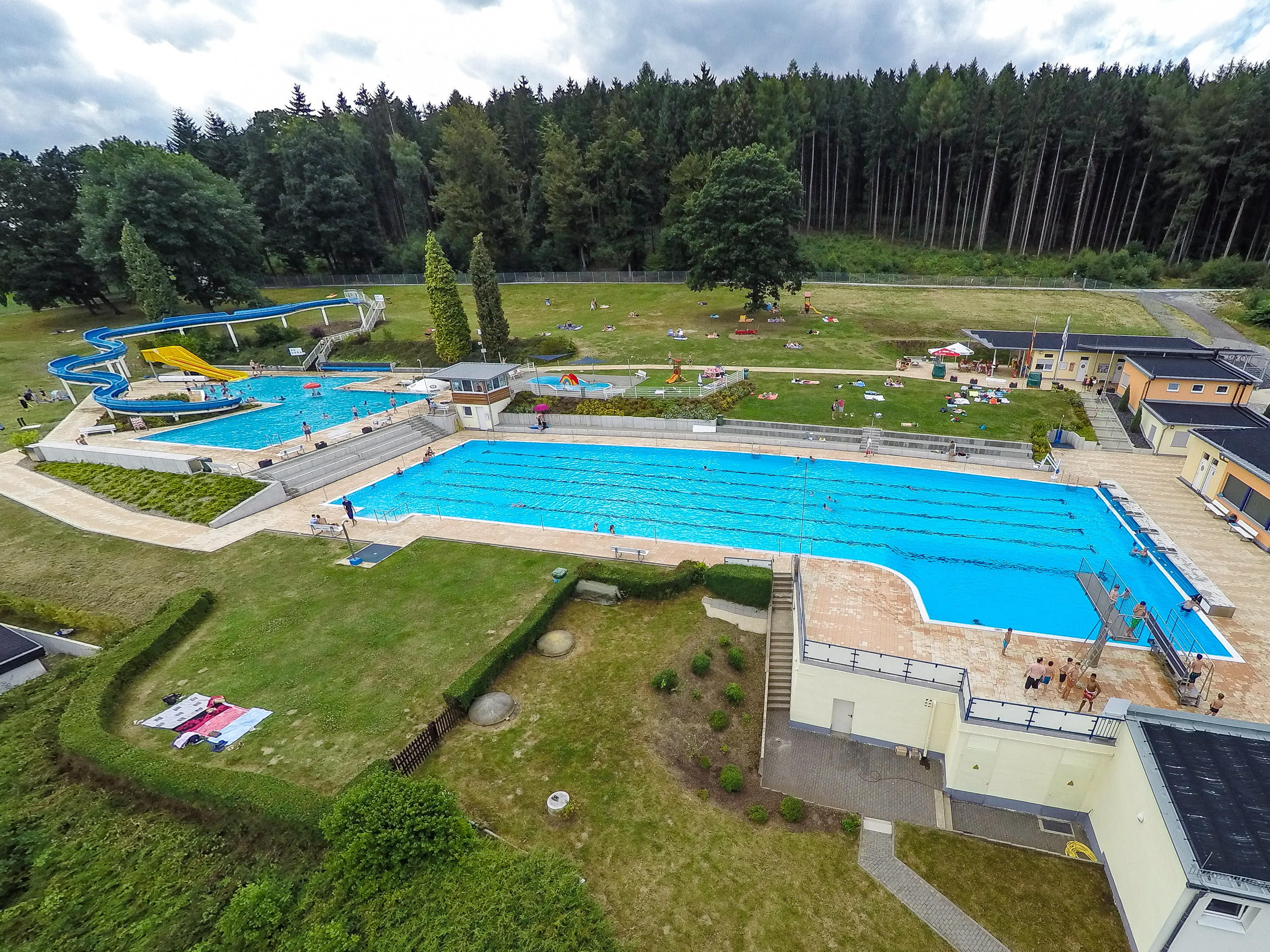
Schwimmbad der Stadt Ransbach-Baumbach

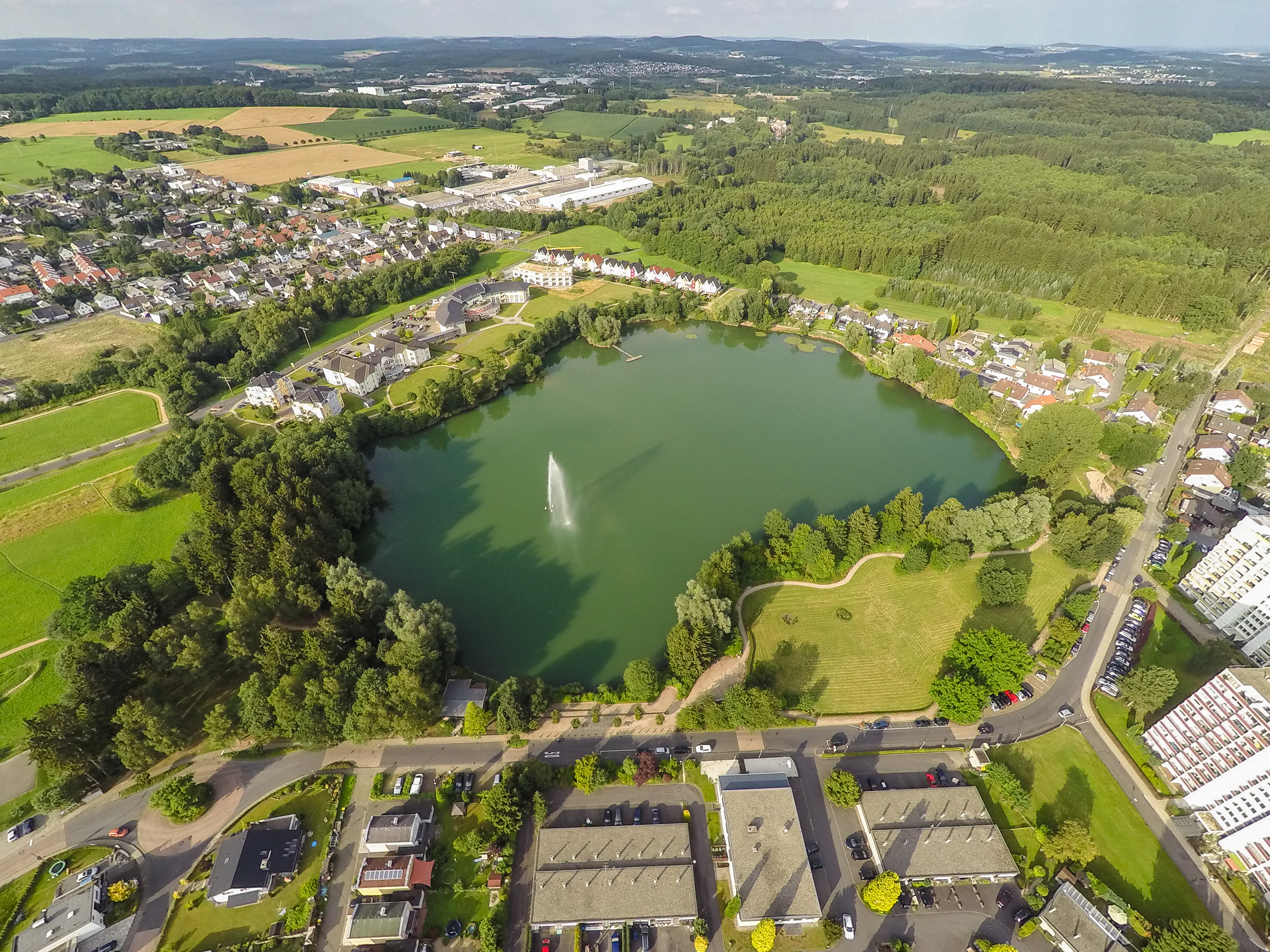
Erlenhofsee in Ransbach-Baumbach

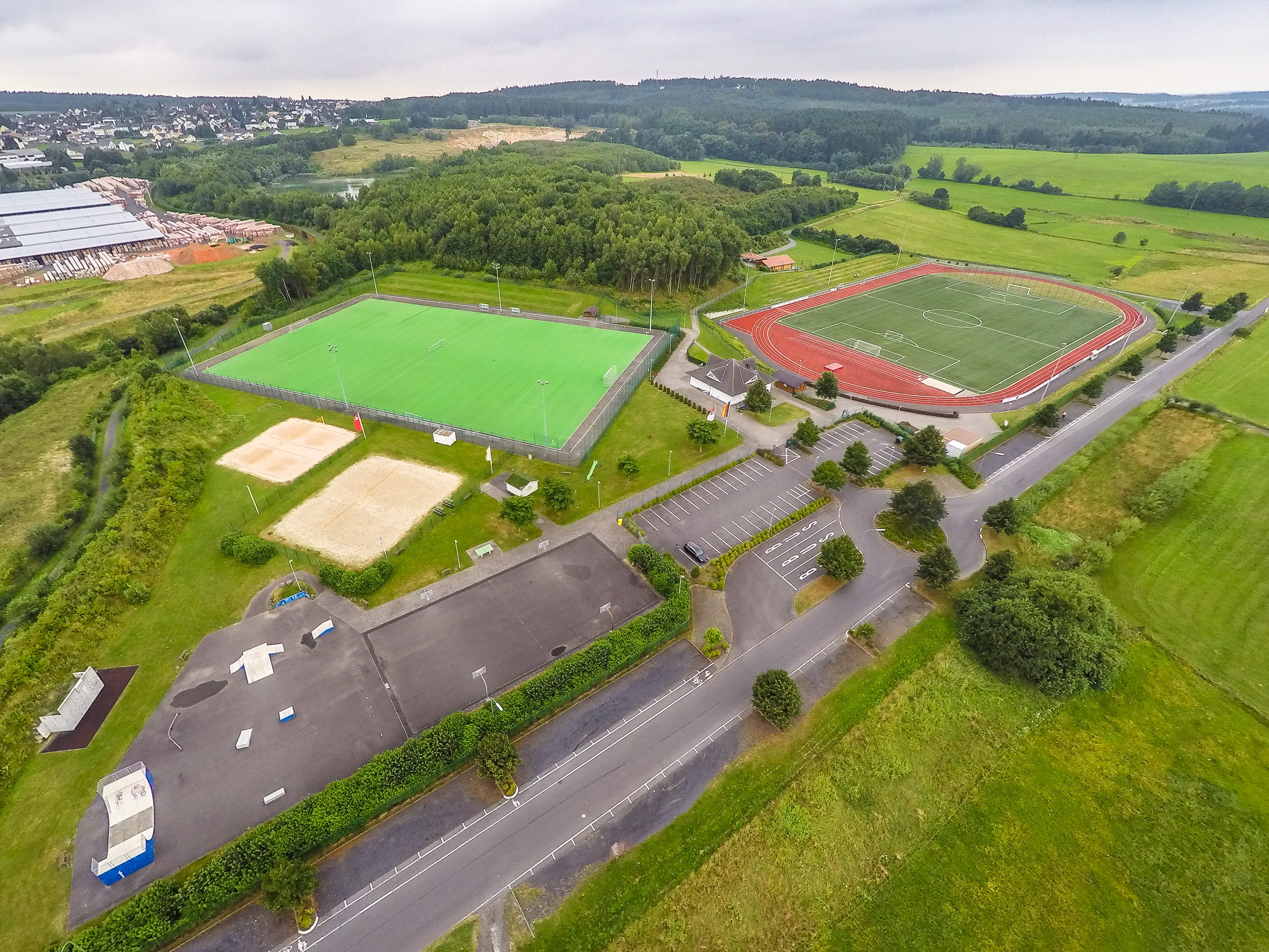
Sportanlage in Ransbach-Baumbach

Das Stadtzentrum von Ransbach-Baumbach wird von zwei Kirchen geprägt: Der evangelischen Stadtkirche mit dem denkmalgeschützten Kirchturm aus dem 12. Jahrhundert und der katholischen Pfarrkirche St. Markus aus dem Jahr 1950. Im Stadtteil Baumbach befindet sich die katholische Pfarrkirche St. Antonius. Sehenswert ist hier der Kreuzweg mit Plastiken der Künstlerin Gudrun Müsse-Florin, die in den Jahren 1969–1971 aus Aluminiumguss entstanden sind.
Das im September 2016 eröffnete Skulpturen und Miniaturen Museum mit einer weltweit einzigartigen Sammlung von Skulpturen aus Terrakotta, Steingut, Porzellan, Marmor und Bronze.
Das Naherholungsgebiet Erlenhofsee liegt ca. 800 Meter vom Stadtzentrum entfernt und wurde in den 1970er Jahren angelegt. Der See ist 14 Meter tief. Um den See führt ein Rundweg, der auch einen Rosenpark passiert. Die kleine Erlenhofkapelle gehört zu der früheren Hofanlage und stammt aus dem 18. Jahrhundert.
Am Südrand des Stadtgebietes kommt man ins Quellgebiet des Brexbachs, der sich hier aus dem Vordersten und Hintersten Bach bildet. Diese Gewässer speisen seit 1666 die im Auftrag des Kurfürsten zu Trier angelegten Landshuber Weiher. Die Teiche sollten den Fischbedarf der Katholiken am Freitag decken. Die vier Weiher sind sehr unterschiedlich. Speziell der zweite (von Norden kommend) ist wegen seines Seerosen-Bewuchses ein beliebtes Ausflugsziel.

## Wirtschaft und Infrastruktur

### Keramikindustrie
Ransbach-Baumbach nennt sich selbst „Zentrum der Keramik“ aufgrund der zahlreichen Betriebe, die Gebrauchs- und Zierkeramik, Industrie- und Baukeramik herstellen. 1967 führte die Firma Bay-Keramik die bekannten Römertöpfe ein.
Schon seit dem 17. Jahrhundert ist Ransbach-Baumbach Sitz von Unternehmen, die den Westerwälder Ton weiterverarbeiten. Im 18. und 19. Jahrhundert waren fast zwei Drittel der Einwohner als Landgänger unterwegs, um die Keramikprodukte in Süddeutschland, den Niederlanden und anderen Ländern zu verkaufen. Noch heute findet in Ransbach-Baumbach ein Töpfermarkt statt, der jährlich am ersten Oktoberwochenende bis zu 30.000 Besucher anzieht. Über 130 Händler aus dem In- und Ausland stellen ihre Produkte an Verkaufsständen aus.

### Schulen und Kindergärten
- Astrid-Lindgren-Schule (Grundschule/Ganztagsschule)
- Erich-Kästner-Schule (Realschule plus)
- Katholischer Kindergarten St. Markus
- Katholischer Kindergarten St. Antonius
- Städtischer Kindergarten St. Martin
- Städtischer Kindergarten Haus der kleine Füße

### Medien
Lange Zeit hatte der regionale Fernsehsender wwtv seinen Sitz in Ransbach-Baumbach. 2010 wurde der Sitz der Gesellschaft von Ransbach-Baumbach in das rechtsrheinisch gelegene und somit geographisch noch zum Westerwald gehörende Urbar verlegt, da seit 2009 aus einem gemeinsamen Medienhaus mit TV Mittelrhein gesendet wird.

### Verkehr

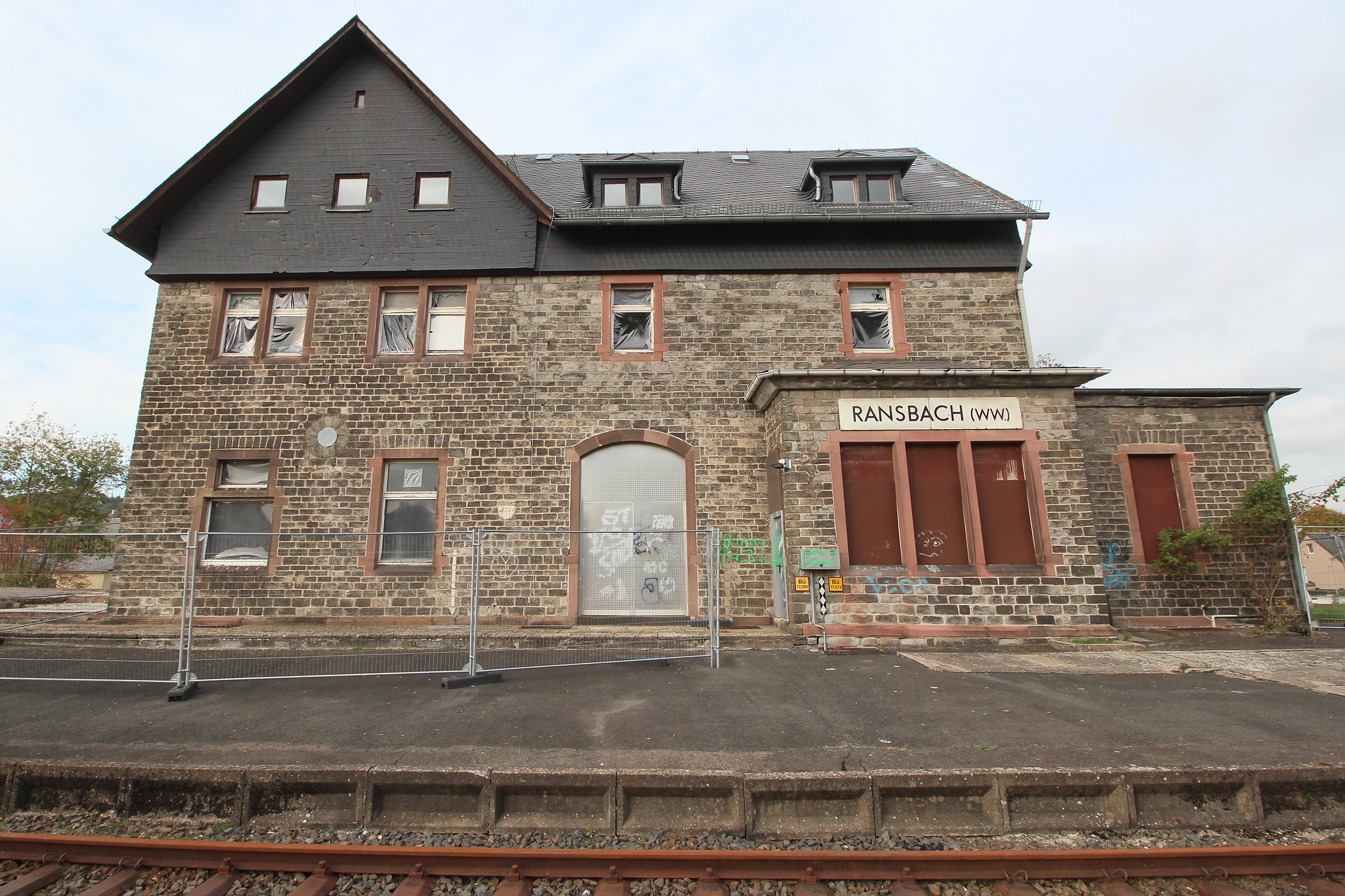
Bahnhof Ransbach

Der Bahnhof Ransbach (Westerwald) liegt an der teilweise im Touristikverkehr betriebenen Bahnstrecke Engers–Au (Brexbachtalbahn) (Engers–Grenzau–Siershahn). Die nächstgelegenen Anschlüsse an den SPNV sind die Bahnhöfe Siershahn und Dernbach, Anschluss an den Eisenbahnfernverkehr besteht am Bahnhof Montabaur an der Schnellfahrstrecke Köln–Rhein/Main sowie am Hauptbahnhof Koblenz.
Nur der Abschnitt Altenkirchen–Flammersfeld–Puderbach–Selters–Siershahn der Bahnstrecke wird im Frachtverkehr genutzt.
Ransbach-Baumbach liegt zwischen zwei Schenkeln, die von dem Autobahndreieck Dernbach gebildet werden nordwestlich davon, und hat eine eigene Anschlussstelle zur Bundesautobahn 3.

### Sicherheit
Die Freiwillige Feuerwehr Ransbach-Baumbach sorgt für den Brandschutz und die allgemeine Hilfe.

## Persönlichkeiten
- Der Tenor Johannes Kalpers wuchs in Ransbach-Baumbach auf.
- Außerdem wuchs hier der frühere Generalvikar und jetzige Weihbischof des Erzbischofs von Köln Prälat Dominik Schwaderlapp auf, der am 25. März 2012 im Hohen Dom zu Köln von Joachim Kardinal Meisner zum Bischof geweiht wurde. Schwaderlapp ist nunmehr als Weihbischof im Erzbistum Köln tätig.
- Ehrenbürger der Stadt sind Yves Bimbard, der die Städtepartnerschaft von Ransbach-Baumbach mit der französischen Gemeinde Pleurtuit in der Bretagne mitbegründete, und der ehemalige Ransbacher Bürgermeister und Regionalhistoriker Franz Baaden.
- Die Sozialpolitikerin und Landtagsabgeordnete Loni Böhm, der Abgeordnete Lorenz Hastenteufel, der Rennfahrer Dieter Kern und die Bildhauerin Franziska Lenz-Gerharz wurden im Ortsteil Ransbach geboren.
- Der Gutsbesitzer Joseph Schipfer (1761–1843) war Mitglied der Ersten Kammer der Landstände des Herzogtums Nassau und Plansprachenautor.
- Karl Heinrich Knödgen (1849–1920) war Mitglied des Provinziallandtages der Provinz Hessen-Nassau.

## Sonstiges
Seit 1676 gibt es in Ransbach-Baumbach die Fohr-Brauerei. Die Ransbach-Baumbacher Schützengesellschaft wurde 1849 gegründet und ist somit der älteste Verein der Stadt. Zudem gibt es einen, im Jahr 1900 gegründeten Musikverein.
Das Logistikunternehmen Frigosped hat seit 1997 seinen Hauptsitz in Ransbach-Baumbach.